# Eparquia Greco-Católica de Križevci
A Eparquia Greco-Católica de Križevci, anteriormente referida como Igreja Greco-Católica Croata ou Igreja Católica Bizantina Croata, é uma Igreja católica sui iuris de rito bizantino e de língua litúrgica o eslavo eclesiástico, servindo os católicos de rito bizantino no território da antiga Iugoslávia.
A Igreja Greco-Católica Croata, também muitas vezes referida simplesmente pela sua única eparquia (a Eparquia Greco-Católica de Križevci, criada em 1753), não é limitada ou voltada aos croatas, mas multi-étnica composta por croatas, rutenos, macedônios, romenos, sérvios e ucranianos. Desde da Guerra Civil Iugoslava, essa Igreja prefere ser referida como eparquia bizantina de Križevci, para não dar impressão de ser uma igreja nacional para croatas.

## História
Essa Igreja oriental, tem origem na fuga de alguns fieis da Igreja Ortodoxa, fugindo dos conflitos balcânicos e colocando-se sob proteção do Império Austro-Húngaro. Em 1611 o Bispo latino de Zagreb nomeou um vigário para ser missionário entre os ortodoxos refugiados. Em 1646, alguns padres bizantinos da Eparquia Rutena de Mukačevo (ou Mukachevo) vieram trabalhar nessa área e concretizou a União de Uzhorod, que deu origem à Igreja Greco-Católica Croata, à Igreja Greco-Católica Eslovaca e à Igreja Greco-Católica Rutena.
Após a dissolução da Iugoslávia, um exarcado apostólico foi criado na Sérvia e Montenegro, em 2002, para servir os católicos de rito bizantino desse país. Porém, apesar de não estar sujeito à Eparquia de Križevci (visto que é diretamente supervisionado pela Santa Sé), este exarcado apostólico continua a estar ligado à Igreja Greco-Católica Croata.

## Atualmente
A maioria dos católicos na Croácia e na antiga Iugoslávia seguem o rito latino. Mas, mesmo assim, a Eparquia de Križevci possui 50 mil membros, dos quais somente quase sete mil estão na Croácia, mas está em declínio devido à emigração e à absorção ao rito latino. Possui paróquias, exarcados e comunidades na Croácia, Bósnia, República Sérvia, República da Macedônia, Eslovênia, Áustria, Hungria e Estados Unidos.